# Черепы (Калужская область)
Черепы — упразднённая деревня в Куйбышевском районе Калужской области России. Располагалась на территории современного Сельского поселения «Деревня Высокое». На момент упразднения входила в состав Мамоновского сельсовета. Исключена из учётных данных в 2003 году.

## Географическое положение
Располагалась на границе с Белоруссией, на левом берегу реки Даниловка (приток Десны), ниже впадения в неё ручья Вертелка, приблизительно в 8 км (по прямой) к северо-западу от деревни Мамоновка.

## История
Постановлением Законодательного Собрания Калужской области от 24 апреля 2003 г. № 627 населённый пункт исключен из учётных данных.

## Население
Согласно результатам переписи 2002 года в деревне отсутствовало постоянное население.